# Pimus pitus
Espèce
Synonymes
- Walmus varus Chamberlin, 1947

Pimus pitus est une espèce d'araignées aranéomorphes de la famille des Amaurobiidae.

## Distribution
Cette espèce est endémique de Californie aux États-Unis,.

## Description
La femelle mesure 7 mm.

## Publication originale
- Chamberlin, 1947 : A summary of the known North American Amaurobiidae. Bulletin of the University of Utah, vol. 38 no 8, p. 1-31.